# Cauroy-lès-Hermonville
Cauroy-lès-Hermonville település Franciaországban, Marne megyében. Lakosainak száma 504 fő (2022. január 1.). Cauroy-lès-Hermonville Berméricourt, Bouvancourt, Hermonville, Loivre és Cormicy községekkel határos.

## Népesség
A település népességének változása:
| Lakosok száma | 240  | 296  | 327  | 450  | 502  | 515  | 491  | 469  | 477  | 504  |
|               | 1968 | 1982 | 1990 | 2006 | 2013 | 2015 | 2017 | 2019 | 2020 | 2022 |